# Kanton Maubeuge
Kanton Maubeuge is een kanton van het Franse Noorderdepartement. Het kanton maakt deel uit van het arrondissement Avesnes-sur-Helpe.
Het kanton is begin 2015 ontstaan toen de kantons van Maubeuge werden opgeheven en alle gemeenten van het kanton Maubeuge-Nord en een deel van de gemeenten van het kanton Maubeuge-Sud, te weten Boussois, Ferrière-la-Grande en Louvroil, werden opgenomen in het huidige kanton.

## Gemeenten
Het kanton Maubeuge omvat de volgende gemeenten:
- Assevent
- Bersillies
- Bettignies
- Boussois
- Élesmes
- Ferrière-la-Grande
- Gognies-Chaussée
- Jeumont
- Louvroil
- Mairieux
- Marpent
- Maubeuge (hoofdplaats)
- Vieux-Reng
- Villers-Sire-Nicole